# Phytomyptera lunata
Phytomyptera lunata là một loài ruồi trong họ Tachinidae.